# Santa Lucía (Potosí)
Santa Lucía es una localidad de Bolivia, ubicada en el municipio de Yocalla de la provincia de Frías en el departamento de Potosí. Se encuentra ubicada entre los meridianos 65°47′ y 66°5′ de Longitud Oeste; y entre los paralelos 19°16′ y 19°42′ de Latitud Sur, en la cota a 3.542 m s. n. m.

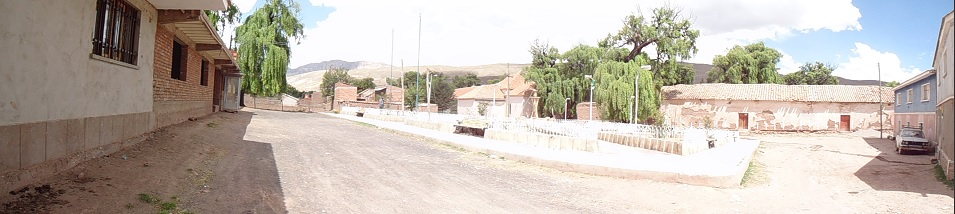
Plaza principal de Santa Lucía].

## Límites territoriales
El municipio de Yocalla limita:
- Al norte con el municipio de Tinguipaya.
- Al oeste con el municipio de Belén de Urmiri.
- Al sur con la provincia de Quijarro.
- Al este con el municipio de Potosí.

El municipio cuenta con una extensión de 1,112 km², de los cuales el distrito I, tiene una extensión de 558 km², ocupando el 50,20% del territorio; Mientras el distrito II, se extiende en 554 km², ocupando el 49,80% de la superficie total.
- 19°32′53.3″S 65°50′59.34″O / -19.548139, -65.8498167

## Vías de acceso
La accesibilidad vial a la localidad de Santa Lucía es por el vía troncal asfaltada Potosí-Oruro hasta el kilómetro 18 y de allí derivar por camino empedrado 7 km, haciendo un total de 25 km de trayecto Potosí (ciudad) a la localidad de Santa Lucía. La transitabilidad vial es posible todo el año sin dificultad.

## Clima
El clima predominante es templado-seco, con lluvias de hasta 400mm en verano (noviembre a febrero). El período de estiaje se extiende desde el mes de abril a septiembre.
De acuerdo a los registros de la estación meteorológica de Yocalla, la distribución de lluvias se concentra entre los meses de octubre a marzo, resultando ser los más lluviosos los meses de diciembre, enero y febrero.  Sin embargo, el comportamiento de la lluvia es muy particular, siendo la misma muy tempestuosa y de corto tiempo acompañada además de fuertes descargas eléctricas.
| Parámetros climáticos promedio de Santa Lucía | Parámetros climáticos promedio de Santa Lucía | Parámetros climáticos promedio de Santa Lucía | Parámetros climáticos promedio de Santa Lucía | Parámetros climáticos promedio de Santa Lucía | Parámetros climáticos promedio de Santa Lucía | Parámetros climáticos promedio de Santa Lucía | Parámetros climáticos promedio de Santa Lucía | Parámetros climáticos promedio de Santa Lucía | Parámetros climáticos promedio de Santa Lucía | Parámetros climáticos promedio de Santa Lucía | Parámetros climáticos promedio de Santa Lucía | Parámetros climáticos promedio de Santa Lucía | Parámetros climáticos promedio de Santa Lucía |
| Mes                                           | Ene.                                          | Feb.                                          | Mar.                                          | Abr.                                          | May.                                          | Jun.                                          | Jul.                                          | Ago.                                          | Sep.                                          | Oct.                                          | Nov.                                          | Dic.                                          | Anual                                         |
| --------------------------------------------- | --------------------------------------------- | --------------------------------------------- | --------------------------------------------- | --------------------------------------------- | --------------------------------------------- | --------------------------------------------- | --------------------------------------------- | --------------------------------------------- | --------------------------------------------- | --------------------------------------------- | --------------------------------------------- | --------------------------------------------- | --------------------------------------------- |
| Temp. máx. abs. (°C)                          | 29.6                                          | 26.9                                          | 30.1                                          | 29.2                                          | 28.2                                          | 27.7                                          | 26.9                                          | 27.4                                          | 27.8                                          | 28.4                                          | 30.1                                          | 29.4                                          | 28.9                                          |
| Temp. máx. media (°C)                         | 24.1                                          | 24.1                                          | 26.6                                          | 26.6                                          | 25.3                                          | 24.0                                          | 22.7                                          | 24.8                                          | 23.8                                          | 25.2                                          | 25.7                                          | 25.8                                          | 24.9                                          |
| Temp. media (°C)                              | 15.8                                          | 16.3                                          | 16.9                                          | 14.9                                          | 12.7                                          | 10.2                                          | 10.0                                          | 11.6                                          | 12.9                                          | 14.3                                          | 16.2                                          | 16.7                                          | 14                                            |
| Temp. mín. media (°C)                         | 7.5                                           | 8.5                                           | 7.1                                           | 3.3                                           | 0.1                                           | -3.6                                          | -2.8                                          | -1.7                                          | 1.9                                           | 3.4                                           | 6.6                                           | 7.5                                           | 3.2                                           |
| Temp. mín. abs. (°C)                          | 4.1                                           | 5.4                                           | 3.2                                           | -2.9                                          | -5.1                                          | -7.8                                          | -8.2                                          | -5.5                                          | -4.5                                          | -4.7                                          | 1.6                                           | 1.9                                           | -1.7                                          |
| Precipitación total (mm)                      | 132.3                                         | 74.4                                          | 14.0                                          | 31.1                                          | 0                                             | 0                                             | 0                                             | 0                                             | 34.0                                          | 61.9                                          | 41.9                                          | 73.4                                          | 463                                           |
| Fuente n.º 1: SENAMHI, Potosí 2006            |                                               |                                               |                                               |                                               |                                               |                                               |                                               |                                               |                                               |                                               |                                               |                                               |                                               |
| Fuente n.º 2: SENAMHI, Potosí 2006            |                                               |                                               |                                               |                                               |                                               |                                               |                                               |                                               |                                               |                                               |                                               |                                               |                                               |

## Relieve topográfico
La fisiografía del Municipio de Villa de Yocalla, se caracteriza por una topografía en general muy accidentada, variando desde planicies hasta serranías con pendientes muy pronunciadas; configurando de esta manera diferentes paisajes en tres zonas agroecológicas, determinadas principalmente por la altura  y el clima.
La localidad de Santa Lucía se encuentra en un valle paralelo al curso del río Cayara, su topografía es plana ondulada en la parte baja y en los costados está flanqueado por cadenas montañosas lateralmente, por lo cual se puede identificar un relieve topográfico ondulado en la zona baja con pendientes moderadas a pronunciadas en los flancos.

## Demografía
En el mes de octubre de 2012, en la localidad de Santa Lucía, obteniendo resultados de 990 habitantes, de los cuales se distribuyen en 506 varones y 485 mujeres; existiendo un promedio de 6 miembros por familia y un total de  160 familias.

### Estabilidad poblacional
En el Municipio Yocalla  el movimiento de la población, se presenta de dos formas, el movimiento desde las comunidades hacia el interior de la provincia, municipio, departamento, País y al exterior del país (Emigración que alcanza a 15.60 %) y el movimiento de población hacia las comunidades del Municipio.
Los escasos ingresos económicos percibidos, el reducido apoyo institucional para desarrollar capacidades productivas, los bajos niveles de producción y la economía de subsistencia en la que viven la mayoría de las familias, hace que los jefes de familia y los hijos mayores, finalmente tengan que emigrar.
Las personas que emigran a la ciudad de Potosí, tienen diferentes ocupaciones, teniendo como principal ocupación la minería, con diferentes denominaciones, propias del argot minero, en función del desempeño y área de trabajo, como ser: Perforistas, segunda mano, carreros, matapalos y otros, la coyuntura actual de la actividad minera, responde a la subida de cotizaciones de los minerales en el mercado internacional; otra fuente de ocupación es la construcción (albañil o ayudante de albañil); así también, las mujeres encuentran ocupación laboral como trabajadoras del hogar.
Los migrantes hacia el interior del país y hacia la República de Argentina, desarrollan su actividad laboral en costura, comercio, choferes y mecánicos, estas dos últimas en menor proporción que las primeras.

## Actividades productiva
La comunidad de Santa Lucía entre las actividades principales que generan su economía está la agricultura, pecuaria y minería.
El uso del suelo está dirigido a la explotación agrícola, de esta forma, la tierra se constituye como la base fundamental del sustento de la unidad familiar, sin embargo, debido a la poca disponibilidad de tierras, es fuertemente explotada tanto en la producción agrícola.
El sistema de producción agrícola es variado, el mismo está condicionado por el tipo de economía de la unidad familiar, con producción especialmente para autoconsumo con excedentes mínimos para ser comercializados, siendo este el caso de la mayoría de las familias, producción agrícola, se constituye en la principal fuente de ingresos.
Los Cantones de Santa Lucía y Totora, ofertan el mayor volumen de producción anual de haba, maíz y papa, representando más de la mitad de la producción del municipio, este efecto es el resultado de una mayor concentración de unidades productivas que el mejoramiento cuantitativo del rendimiento. 
Santa Lucía reporta una cifra también significativa respecto a los otros cantones en cuanto a tenencia animal, al contar con cabezas de ganado bovino, si bien en la zona la producción agrícola es importante y, más aún, cuando existe producción bajo riego y la tenencia de tierra cultivable es mayor.

## Servicios básicos

### Acceso al agua segura para la ingesta humana
El servicio de suministro de agua a viviendas es mediante un sistema por gravedad, tiene 75 conexiones sin medidor de las 96 viviendas, haciendo un total de cobertura del 78%. 
Se tiene un sistema deteriorado de desinfección que alguna vez utilizaron y por falta de insumos para la desinfección no se utilizó. La aducción y conducción es po tubería, presenta filtraciones en el trayecto por el tiempo de vida transcurrido, que impide la llegada de agua  a las conexiones, ocasionando que las familias solo cuenta con 20 a 30 litros de agua día por medio. 
La encargada de la gestión de servicio es un comité de agua con miembros que trabajan sin pago alguno, un operador que trabaja solo en casos de presentarse emergencias en el sistema.  Al no contar con agua en las viviendas los usuarios dejaron de pagar la tarifa por el servicio. 

### Disposición de excretas
En la localidad de Santa Lucía, existe ramales de tubería para descarga de aguas residuales, las mismas que se encuentran en mal estado por el tiempo transcurrido y la falta de operación y mantenimiento, las conexiones de viviendas abarca una cobertura de 5% (5 conexiones). 
El resto de las familias, realizan sus necesidades a campo abierto y algunos cuentan con letrinas de pozo ciego precario y no higiénico.

### Disposición de residuos sólidos
No existe servicio de recolección de basura, los habitantes llevan sus residuos a la zona periférica y a quebradas cercanas; algunos entierran las mismas.

### Energía eléctrica
La comunidad de Santa Lucía, cuenta con servicio de energía eléctrica domiciliaria; esta energía es llevada por tendido de cables desde la hidroeléctrica de la Corporación Minera de Bolivia, que presta sus servicios a las comunidades de La Palca, Santa Lucía, Cayara del cantón de Santa Lucía.

### Medios de comunicación
Dentro de la jurisdicción municipal, existen dos empresas que brindan el servicio de telefonía fija y móvil: Empresa Nacional de Telecomunicaciones ENTEL.
El municipio cuenta con radios de comunicación en la red del distrito de salud, es decir, que es uso exclusivo de Puestos y Centros de salud. 
Los medios de comunicación masiva como la televisión y radioemisoras, tiene limitaciones económicas en la instalación de repetidoras para su difusión; sin embargo, se tiene instalada algunas antenas parabólicas que difunden la señal televisiva de canales nacionales.
El municipio de Yocalla, no cuenta con una radioemisora local, es decir, los pobladores acceden a emisoras departamentales, la radio de mayor audiencia es la Radio ACLO.

### Transporte
La frecuencia y períodos de uso de la red vial está dada por las características de tráfico de los medios de transporte público: Minibuses y taxis, además de vehículos particulares. 
El flujo de pasajeros  de la ciudad de Potosí hacia la localidad de Santa Lucía  y viceversa, es de 2 veces por día, 15 pasajeros como máximo, la parada de este transporte por el turnero en la plazuela del Mercado Chuquimia de la ciudad de Potosí.  Los camiones son medios de transporte que trasladan tanto pasajeros como carga en la época de cosecha. 
Los vehículos particulares, propiedad de visitantes o instituciones privadas suelen servir como medios de transporte a personas y pasajeros al interior de las comunidades y hacia fuera del municipio. Estos medios generalmente cumplen con esta función de favor y de acuerdo a sus posibilidades.

## Fuente
Programa de Agua Potable y Saneamiento de Pequeñas Localidades y Comunidades Rurales de Bolivia. Desarrollado por el Gobierno Nacional en 2011-2012.
- Datos: Q28517263
- Multimedia: Santa Lucía, Potosí / Q28517263